# Cascata del Salton
La cascata del Salton è una cascata di 30 metri che si trova lungo il corso del torrente Senaiga, nel comune di Lamon.

## Descrizione
La cascata si trova nella profonda valle scavata dal torrente Senaiga, un tributario del Cismon; è raggiungibile con un percorso di circa 8 km che parte da San Donato, frazione di Lamon; il tragitto include tre ponti tibetani e il transito su una cengia rocciosa piuttosto esposta.